# Copa dos Campeões Europeus da FIBA de 1997–98
A  Euroliga da FIBA de 1997–98 foi a 41ª edição da principal competição entre clubes profissionais no continente europeu (atualmente chamada simplesmente como EuroLiga em inglês:  EuroLeague). Iniciou em 18 de setembro de 1997 e encerrou com a grande final do Final Four, realizado em Barcelona, Espanha em 23 de abril de 1998. Na final realizada no Palau Sant Jordi, o Kinder Bologna venceu o AEK diante de 11.900 espectadores e conquistou seu primeiro título europeu.
Benetton Treviso terminou em terceiro lugar após vencer o Partizan.

## Sistema de competição
- 24 equipes (Os campeões nacionais oriundos das melhores ligas e um número variável de outros clubes vindos de importantes ligas nacionais).
- Divididos em 4 grupos com 6 equipes cada onde jogam todos contra todos.
- As vitórias obtidas são carregadas na segunda fase onde os quatro melhores avançam para o oitavas de finais.
- Os playoffs (oitavas de finais e quartas de finais) são disputados em melhor-de-três.
- Os quatro vencedores das quartas de finais jogaram o Final Four em Barcelona.

## Clubes

### Country ranking
Para a temporada de 1997-1998 da Euroliga, aos países são atribuídos lugares de acordo com a sua posição nas classificações de países da Fiba, que leva em consideração o seu desempenho em competições europeias de 1994–95 a 1996–97.
| Rank | País       | Pontos  | Equipes | Notas                                |
| ---- | ---------- | ------- | ------- | ------------------------------------ |
| 1    | Espanha    | 279.667 | 3       |                                      |
| 2    | Grécia     | 275.000 | 3       | PAOK substitiu Peristeri             |
| 3    | Itália     | 190.833 | 3       |                                      |
| 4    | França     | 117.500 | 3       |                                      |
| 5    | Turquia    | 96.667  | 2       | +1, Ulker recebeu convite            |
| 6    | Rússia     | 70.542  | 2       | perdeu uma vaga                      |
| 7    | Alemanha   | 55.389  | 2       | perdeu uma vaga                      |
| 8    | Croácia    | 50.833  | 2       |                                      |
| 9    | Israel     | 43.048  | 1       | +1, Hapoel Jerusalem recebeu convite |
| 10   | Eslovênia  | 38.833  | 1       |                                      |
| 11   | Iugoslávia | 25.000  | 1       |                                      |
| 12   | Portugal   | 23.071  | 1       |                                      |
| 13   | Bélgica    | 22.500  | 0       |                                      |
| 14   | Polónia    | 21.206  | 0       |                                      |
| 15   | Lituânia   | 19.416  | 0       |                                      |
| 16   | Ucrânia    | 15.762  | 0       |                                      |
| 17   | Hungria    | 9.667   | 0       |                                      |
| 18   | Chéquia    | 7.139   | 0       |                                      |
| 19   | Eslováquia | 6.555   | 0       |                                      |

| Rank | País                 | Pontos | Equipes | Notas |
| ---- | -------------------- | ------ | ------- | ----- |
| 20   | Macedônia do Norte   | 6.111  | 0       |       |
| 21   | Áustria              | 5.445  | 0       |       |
| 22   | Suécia               | 5.333  | 0       |       |
| 23   | Chipre               | 4.333  | 0       |       |
| 24   | Inglaterra           | 4.167  | 0       |       |
| 25   | Letônia              | 3.722  | 0       |       |
| 26   | Suíça                | 3.083  | 0       |       |
| 27   | Bulgária             | 2.694  | 0       |       |
| 28   | Roménia              | 2.389  | 0       |       |
| 29   | Finlândia            | 1.861  | 0       |       |
| 30   | Bósnia e Herzegovina | 1.778  | 0       |       |
| 31   | Estónia              | 1.500  | 0       |       |
| 32   | Países Baixos        | 1.500  | 0       |       |
| 33   | Geórgia              | 1.500  | 0       |       |
| 34   | Luxemburgo           | 1.444  | 0       |       |
| 35   | Albânia              | 1.361  | 0       |       |
| 36   | Dinamarca            | 0.167  | 0       |       |
| 37   | Moldávia             | 0.111  | 0       |       |
| 38   | Bielorrússia         | 0.056  | 0       |       |

### Equipes participantes
| Temporada Regular                | Temporada Regular       | Temporada Regular     | Temporada Regular           |
| -------------------------------- | ----------------------- | --------------------- | --------------------------- |
| FC Barcelona Banca Catalana (1º) | Benetton Treviso (1º)   | Efes Pilsen (1º)      | Maccabi Elite Tel Aviv (1º) |
| Real Madrid Teka (2º)            | Teamsystem Bologna (2º) | Türk Telekom PTT (2º) | Hapoel Jerusalem (convite)  |
| Estudiantes (3º)                 | Kinder Bologna (3º)     | Ülker (convite)       | Alba Berlin (1º)            |
| Olympiacos (1º)                  | PSG Racing (1º)         | Cibona (1º)           | Union Olimpija (1º)         |
| AEK (2º)                         | Pau-Orthez (3º)         | Split (2º)            | Partizan Zepter (1º)        |
| PAOK (4º)                        | Limoges CSP (4º)        | CSKA de Moscovo (1º)  | FC Porto (1º)               |

## Primeira fase
|    | Equipe                 | J  | V | D | PF  | PC  | Dif |
| -- | ---------------------- | -- | - | - | --- | --- | --- |
| 1. | Olympiacos             | 10 | 7 | 3 | 722 | 702 | +20 |
| 2. | Efes Pilsen            | 10 | 6 | 4 | 718 | 674 | +44 |
| 3. | Maccabi Elite Tel Aviv | 10 | 5 | 5 | 747 | 739 | +8  |
| 4. | CSKA de Moscovo        | 10 | 5 | 5 | 763 | 756 | +7  |
| 5. | Real Madrid Teka       | 10 | 4 | 6 | 787 | 793 | –6  |
| 6. | CSP Limoges            | 10 | 3 | 7 | 662 | 735 | –73 |

|    | Equipe           | J  | V | D  | PF  | PC  | Dif  |
| -- | ---------------- | -- | - | -- | --- | --- | ---- |
| 1. | Benetton Treviso | 10 | 9 | 1  | 782 | 664 | +118 |
| 2. | Estudiantes      | 10 | 6 | 4  | 753 | 747 | +6   |
| 3. | PAOK             | 10 | 6 | 4  | 729 | 672 | +57  |
| 4. | Türk Telekom PTT | 10 | 5 | 5  | 711 | 716 | –5   |
| 5. | Split            | 10 | 4 | 6  | 747 | 768 | –21  |
| 6. | FC Porto         | 10 | 0 | 10 | 688 | 843 | -155 |

|    | Equipe                      | J  | V | D | PF  | PC  | Dif  |
| -- | --------------------------- | -- | - | - | --- | --- | ---- |
| 1. | Kinder Bologna              | 10 | 9 | 1 | 773 | 655 | +118 |
| 2. | FC Barcelona Banca Catalana | 10 | 7 | 3 | 828 | 793 | +35  |
| 3. | Pau-Orthez                  | 10 | 5 | 5 | 739 | 750 | –11  |
| 4. | Partizan Zepter             | 10 | 4 | 6 | 793 | 807 | –14  |
| 5. | Ülker                       | 10 | 3 | 7 | 734 | 769 | –35  |
| 6. | Hapoel Jerusalem            | 10 | 2 | 8 | 680 | 773 | –93  |

|    | Equipe             | J  | V | D | PF  | PC  | Dif |
| -- | ------------------ | -- | - | - | --- | --- | --- |
| 1. | AEK                | 10 | 6 | 4 | 683 | 653 | +30 |
| 2. | Teamsystem Bologna | 10 | 6 | 4 | 753 | 788 | -35 |
| 3. | Cibona             | 10 | 5 | 5 | 741 | 732 | +8  |
| 4. | Alba Berlin        | 10 | 5 | 5 | 752 | 754 | –2  |
| 5. | Union Olimpija     | 10 | 4 | 6 | 701 | 716 | –15 |
| 6. | PSG Racing         | 10 | 4 | 6 | 668 | 655 | +13 |

## Segunda fase
(Os resultados e as colocações na primeira fase foram carregadas para a segunda fase)
Se um ou mais clubes estiverem empatados em vitórias e derrotas foram aplicados os seguintes critérios de desempate:
1. Jogos que as equipes empatadas disputaram
2. A diferença da médias de pontos em jogos entre ambas as equipes
3. Diferença geral de pontos
4. Em todas as partidas do grupo (primeiro desempate se os clubes empatados não estiverem no mesmo grupo)
5. Pontos marcados em todas as partidas do grupo
6. Soma dos quocientes de pontos marcados e pontos permitidos em cada partida do grupo

|  | Os quatro melhores avançam para os Playoff |

|    | Equipe                 | J  | V  | D  | PF   | PC   | Dif  |
| -- | ---------------------- | -- | -- | -- | ---- | ---- | ---- |
| 1. | Olympiacos             | 16 | 12 | 4  | 1176 | 1098 | 78   |
| 2. | Efes Pilsen            | 16 | 12 | 4  | 1232 | 1106 | 126  |
| 3. | Maccabi Elite Tel Aviv | 16 | 11 | 5  | 1236 | 1152 | 84   |
| 4. | Split                  | 16 | 5  | 11 | 1185 | 1243 | -58  |
| 5. | Türk Telekom PTT       | 16 | 5  | 11 | 1131 | 1185 | -54  |
| 6. | FC Porto               | 16 | 0  | 16 | 1071 | 1356 | -285 |

|    | Equipe           | J  | V  | D  | PF   | PC   | Dif  |
| -- | ---------------- | -- | -- | -- | ---- | ---- | ---- |
| 1. | Benetton Treviso | 16 | 12 | 4  | 1213 | 1100 | 113  |
| 2. | CSKA Moscow      | 16 | 9  | 7  | 1217 | 1159 | 58   |
| 3. | PAOK             | 16 | 9  | 7  | 1119 | 1083 | 36   |
| 4. | Estudiantes      | 16 | 8  | 8  | 1171 | 1191 | -20  |
| 5. | Real Madrid Teka | 16 | 7  | 9  | 1187 | 1165 | 22   |
| 6. | CSP Limoges      | 16 | 6  | 10 | 1099 | 1199 | -100 |

|    | Equipe                      | J  | V  | D  | PF   | PC   | Dif |
| -- | --------------------------- | -- | -- | -- | ---- | ---- | --- |
| 1. | Kinder Bologna              | 16 | 13 | 3  | 1196 | 1058 | 138 |
| 2. | Alba Berlin                 | 16 | 9  | 7  | 1203 | 1208 | -5  |
| 3. | FC Barcelona Banca Catalana | 16 | 9  | 7  | 1273 | 1255 | 18  |
| 4. | Union Olimpija              | 16 | 8  | 8  | 1144 | 1136 | 8   |
| 5. | PSG Racing                  | 16 | 7  | 9  | 1062 | 1054 | 8   |
| 6. | Pau-Orthez                  | 16 | 6  | 10 | 1144 | 1173 | -29 |

|    | Equipe             | J  | V  | D  | PF   | PC   | Dif  |
| -- | ------------------ | -- | -- | -- | ---- | ---- | ---- |
| 1. | AEK                | 16 | 11 | 5  | 1123 | 1055 | 68   |
| 2. | Teamsystem Bologna | 16 | 10 | 6  | 1206 | 1232 | -26  |
| 3. | Cibona             | 16 | 10 | 6  | 1245 | 1204 | 41   |
| 4. | Partizan Zepter    | 16 | 6  | 10 | 1234 | 1261 | -27  |
| 5. | Ülker              | 16 | 5  | 11 | 1201 | 1242 | -41  |
| 6. | Hapoel Jerusalem   | 16 | 2  | 14 | 1090 | 1243 | -153 |

## Playoffs

### Oitavas de finais
| Equipe 1           | Agr.  | Equipe 2                    | 1º Jogo    | 2º Jogo  | 3º Jogo  |
| ------------------ | ----- | --------------------------- | ---------- | -------- | -------- |
| CSKA de Moscovo    | 2 - 1 | FC Barcelona Banca Catalana | 81 - 79    | 63 - 75  | 88 - 76  |
| Olympiacos Pireu   | 0 - 2 | Partizan Zepter             | 74 - 78    | 60 - 72  | -        |
| Teamsystem Bologna | 2 - 1 | Maccabi Elite Tel Aviv      | 96 - 93    | 72 - 88  | 68 - 65  |
| Kinder Bologna     | 2 - 0 | Estudiantes                 | 86 - 62    | 67 - 62  | -        |
| Efes Pilsen        | 2 - 0 | Cibona Zagreb               | 75 - 59    | 102 - 98 | -        |
| Benetton Treviso   | 2 - 0 | Union Olimpija              | 81 - 79    | 70 - 61  | -        |
| ALBA Berlin        | 2 - 1 | P.A.O.K.                    | 77 - 75(p) | 60 - 81  | 104 - 71 |
| AEK Atenas         | 2 - 0 | Split                       | 76 - 46    | 62 - 54  | -        |

nota:(p) partida vencida na prorrogação

### Quartas de finais
| Equipe 1         | Agr.  | Equipe 2           | 1º Jogo | 2º Jogo | 3º Jogo |
| ---------------- | ----- | ------------------ | ------- | ------- | ------- |
| Partizan Zepter  | 2 - 1 | CSKA de Moscovo    | 87 - 72 | 52 - 77 | 89 - 77 |
| Kinder Bologna   | 2 - 0 | Teamsystem Bologna | 64 - 52 | 58 - 56 | -       |
| Benetton Treviso | 2 - 1 | Efes Pilsen        | 67 - 57 | 58 - 59 | 76 - 68 |
| AEK Atenas       | 2 - 0 | ALBA Berlin        | 88 - 68 | 82 - 58 | -       |

## Final four

### Semifinais
21 de abril, Palau Sant Jordi, Barcelona
| Equipe 1         | Resultado | Equipe 2       |
| ---------------- | --------- | -------------- |
| Partizan Zepter  | 61–83     | Kinder Bologna |
| Benetton Treviso | 66–69     | AEK Atenas     |

### Decisão de terceiro colocado
23 de abril, Palau Sant Jordi, Barcelona
| Equipe 1        | Resultado | Equipe 2         |
| --------------- | --------- | ---------------- |
| Partizan Zepter | 89–96     | Benetton Treviso |

### Final
23 de abril, Palau Sant Jordi, Barcelona
| Equipe 1       | Resultado | Equipe 2 |
| -------------- | --------- | -------- |
| Kinder Bologna | 58–44     | AEK      |

| Campeões da Euroliga da FIBA de 1997–98 |
| --------------------------------------- |
| Kinder Bologna 1º Título                |

### Final standings
|  | Team             |
|  | ---------------- |
|  | Kinder Bologna   |
|  | AEK              |
|  | Benetton Treviso |
|  | Partizan Zepter  |

## Prêmios

### Cestinha da Euroliga da FIBA
- Peja Stojaković ( PAOK)

### MVP das Finais da Euroliga da FIBA
- Zoran Savić (Kinder Bologna)

### Cestinha das finais da Euroliga da FIBA
- Antoine Rigaudeau (Kinder Bologna)

### Time ideal da Euroliga da FIBA
| Time ideal da Euroliga da FIBA |                  |       |
| Jogadores                      | Equipe           | Ref.  |
| Antoine Rigaudeau              | Kinder Bologna   | [ 3 ] |
| Sašha Danilović                | Kinder Bologna   |       |
| Henry Williams                 | Benetton Treviso |       |
| Dejan Tomašević                | Partizan Zepter  |       |
| Zoran Savić (MVP)              | Kinder Bologna   |       |